# Adolf Friedrich von Besser
Adolf Friedrich von Besser (* 25. Februar 1777 in Lübben; † 16. März 1836 in Koblenz) war ein preußischer Generalmajor.

## Leben

### Herkunft
Friedrich war ein Sohn des kursächsischen Generalakzienkontrolleurs in der Niederlausitz Wilhelm von Besser (1738–1811) und dessen Ehefrau Henriette, geborene von Sternstein († 1790). Der preußische Generalmajor Ehrenreich Wilhelm Gottlieb von Besser (1740–1807) und der sächsische Generalmajor Johann Christian Gotthilf von Besser (1737–1806) waren seine Onkel.

### Militärkarriere
Besser besuchte das Gymnasium in Lübben und trat 1792 als Junker in das Regiment „Sachsen-Gotha“ der Kursächsischen Armee ein. Dort wurde er am 1. Mai 1792 Kadett, nahm zwei Jahre später seinen Abschied und trat am 1. September 1794 als Porteefähnrich in das Infanterieregiment „von Bonin“ der Preußischen Armee ein. Besser avancierte bis Anfang Oktober 1797 zum Sekondeleutnant und war ab März 1800 Adjutant des I. Bataillons. Während des Vierten Koalitionskrieges kämpfte er im Gefecht bei Halle, Luchen und Waren. Als das Korps bei Lübeck kapitulierte, geriet er in Gefangenschaft. Danach wurde Besser inaktiv gestellt und auf Halbsold gesetzt. Am 14. Mai 1810 wurde er zum Premierleutnant befördert und erhielt am 7. Oktober 1811 seinen Abschied als Stabskapitän mit Wartegeld und der Erlaubnis, weiter die Uniform tragen zu dürfen.
Mit Beginn der Befreiungskriege meldete sich Besser wieder und kam am 1. Juni 1813 als Major in das 2. Westpreußische Landwehr-Infanterie-Regiment. Im nachfolgenden Krieg kämpfte er bei der Belagerung von Torgau und Magdeburg. Für Torgau erhielt er das Eiserne Kreuz II. Klasse. Am 30. April 1815 kam er zum 5. Ostpreußischen Landwehr-Infanterie-Regiment, am 30. Juni 1816 zum 30. Infanterie-Regiment und am 31. März 1817 zum 5. Infanterie-Regiment. Dort wurde er am 13. April 1817 Oberstleutnant und am 30. März 1817 Bataillonskommandeur. Am 17. März 1820 wurde er in das 30. Infanterie-Regiment versetzt, wurde dort am 30. Juni 1825 Oberst und mit der Führung des 16. Infanterie-Regiments beauftragt. Am 14. November 1826 erfolgte seine Ernennung zum Regimentskommandeur und am 22. November 1830 wurde er mit dem Roten Adlerorden III. Klasse ausgezeichnet. Am 20. März 1834 erhielt er seinen Abschied mit dem Charakter als Generalmajor und einer Pension von 1750 Talern. Er starb am 16. März 1836 in Koblenz.

### Familie
Besser heiratete am 16. April 1805 Dorothea von Engelbrechten (1775–1862), Witwe des Heinrich von Levetzow. Das Paar hatte folgende Kinder:
- Gustav Adolf (1806–1852), preußischer Sekondeleutnant im 17. Infanterie-Regiment ⚭ Luise Reimer
- Wilhelmine Emilie (1807–1836) ⚭ N.N. Wilm, Besitzer von Gut Seyde bei Thorn
- Ottilie Valeska Auguste (1809–1817)
- Eduard Theodor Rudolf (1811–1885), preußischer Oberst a. D. ⚭ Caroline Böhme († 1868), Eltern von Alfred von Besser
- Amanda (1812–1889)
- Robert Albert Hugo (1821–1898), preußischer Major a. D. ⚭ 1859 Annette Koller